# The Daleks
 (novembre 2017).
Si vous disposez d'ouvrages ou d'articles de référence ou si vous connaissez des sites web de qualité traitant du thème abordé ici, merci de compléter l'article en donnant les références utiles à sa vérifiabilité et en les liant à la section « Notes et références ».
The Daleks (trad. litt. : « Les Daleks ») est le deuxième épisode de la première saison de la première série de la série télévisée britannique de science-fiction Doctor Who, diffusé pour la première fois en sept parties hebdomadaires du 21 décembre 1963 au 1er février 1964. Écrit par le scénariste Terry Nation, il marque la première apparition des ennemis les plus célèbres du Docteur, les Daleks.

## Distribution
- William Hartnell : Le Docteur
- Carole Ann Ford : Susan Foreman
- Jacqueline Hill : Barbara Wright
- William Russell :  Ian Chesterton
- Alan Wheatley : Temmosus
- John Lee : Alydon
- Virginia Wetherell : Dyoni
- Philip Bond : Ganatus
- Marcus Hammond : Antodus
- Peter Hawkins et David Graham : Daleks (voix)

## Résumé

### The Dead Planet
L'épisode suit la fin de An Unearthly Child. Le Docteur et ses compagnons visitent la planète sur laquelle ils se sont posés. Tout semble mort, arbres et animaux semblent figés dans un métal inanimé. Cherchant à en repartir malgré les volontés exploratrices du Docteur, Ian convainc ce dernier de les emmener ailleurs. Mais le TARDIS reste bloqué car manquant de mercure, essentiel à son fonctionnement. Le lendemain, les compagnons partent donc explorer la planète à la recherche de mercure. Une fois dehors, Susan trouve une boite étrange par terre qu'elle range dans le TARDIS. Explorant une ville non loin, ils perdent Barbara, qui, coincée par un labyrinthe de portes, se retrouve face à une forme menaçante.

### The Survivors
Explorant la ville, Ian, Susan et le Doctor s'aperçoivent que celle-ci est soumise à un fort taux de radiations et qu'ils doivent rentrer dans le TARDIS au plus vite. Le Docteur avoue à ce moment-là qu'il avait lui-même enlevé le mercure du TARDIS afin de pouvoir explorer la ville. Alors qu'ils font demi-tour ils sont menacés par des créatures semblables à des robots. L'un d'entre eux paralyse la jambe de Ian qui tentait de s'enfuir et tous sont enfermés dans une cellule, où ils retrouvent Barbara. Le temps passant, tous commencent à souffrir des radiations.
Le Docteur est soumis à un interrogatoire par les créatures robotiques, qui se présentent comme des Daleks, et qui le prennent pour un Thal, une race ennemie qu'ils combattent. Une fois le Docteur ramené dans la cellule, les Daleks rassurés par leur identité autorisent l'un des membres de leur groupe à sortir dehors. Susan, la moins soumise aux radiations, est autorisée à sortir, mais elle est secrètement surveillée par les Daleks qui espèrent retrouver le territoire des Thals.
Alors que ses compagnons risquent de mourir sous l'œil de Daleks totalement indifférents, Susan réussit à rejoindre le TARDIS et à mettre la main sur l'antidote qu'elle avait trouvé auparavant, mais le retour dans la jungle s'annonce risqué.

### The Escape
Sortant du TARDIS, Susan se retrouve face à un Thal, Alydon, qui avait laissé intentionnellement l'antidote sur place. Lui et ses amis vivent dans la forêt et sont les seuls survivants Thals. En échange de pouvoir donner l'antidote à ses compagnons, les Daleks obligent Susan, qu'ils avaient espionné, à faire une lettre piège invitant les Thals à faire la paix et à récupérer de la nourriture en ville. Réussissant à détruire les caméras de sécurité, les quatre compagnons arrivent à tendre un piège à l'un de leurs gardiens Dalek. Ôtant le Dalek qui se trouve à l'intérieur de l'armure, ils y font rentrer Ian à l'intérieur afin de servir de subterfuge pour s'enfuir.

### The Ambush
Le Docteur et ses compagnons réussissent à atteindre un ascenseur et Ian s'extrait de son enveloppe Dalek avant que ces derniers ne les rattrapent. Alors qu'ils s'enfuient, ils s'aperçoivent que des Thals s'en vont (en pure perte) à la rencontre des Daleks. Ne réussissant à les prévenir de loin, Ian décide de les aider pendant que l'autre groupe rejoint le TARDIS. Témoin de la volonté des Daleks de supprimer les Thals, Ian sauve Alydon.
De retour près du TARDIS, Ian ne réussit pourtant pas à convaincre les Thals de combattre les Daleks, car cela n'est pas dans leur nature. Seulement en discutant avec les Thals, le Docteur s'aperçoit que ceux-ci ont tout de même des racines guerrières et que les deux races étaient en guerre 200 ans auparavant, lorsqu'à la suite d'un de leur conflit, la planète Skaro a été irradiée. Ne pouvant faire grand chose pour eux, le groupe décide de repartir lorsqu'ils s'aperçoivent que le fusible liquide qu'ils étaient chargés de récupérer est resté dans la ville des Daleks.

### The Expedition
Après une dispute, le petit groupe décide de faire ressortir la nature guerrière des Thals, ce que Ian réussit à faire en menaçant de donner Dyoni, la compagne d'Alydon, aux Daleks. Pendant ce temps, les Daleks découvrent, à leurs dépens, que l'antidote des Thals est mortel pour eux et qu'ils ne sont capables de survivre que dans un univers pollué par les radiations. Préparant leur attaque, un petit groupe de Thals accompagné de Ian et Barbara décide d'infiltrer la ville en passant par les montagnes. Hélas, en campant près du Lac, l'un des Thals se fait massacrer par une créature qui y vivait.

### The Ordeal
L'équipe d'Alydon, Ian et Barbara continue leur expédition tant bien que mal vers la ville des Daleks. Un des Thals propose même à Alydon de faire demi-tour, ce qu'il refuse. Pendant ce temps-là, le Docteur et Susan sabotent les ondes radios des Daleks mais ils se font surprendre. Alors qu'ils sont à nouveau faits prisonniers, les Daleks révèlent que d'ici quelques heures ils vont bombarder la planète à coup de bombes nucléaires afin de générer de la radioactivité sur l'ensemble de Skaro.
Dans la grotte souterraine, la petite équipe tente de passer une corniche à l'aide d'une corde, mais un des Thals, Antodus, glisse et se retrouve suspendu par une corde attachée à Ian, qu'il pourrait faire basculer avec lui dans le vide.

### The Rescue
Alors que dans les souterrains, l'un des Thals, Antodus, se suicide afin de permettre à l'équipe d'avancer, Susan et le Docteur tentent de faire comprendre aux Daleks qu'ils doivent rejoindre leur vaisseau, mais les Daleks refusent de les laisser sortir et entament le compte à rebours avant l'explosion nucléaire. Entre-temps, Ian et ses compagnons arrivent à infiltrer la cité, qui se retrouve envahie de tous les côtés par les Thals. S'ensuit un combat contre les Daleks dans lequel les Thals réussissent à couper le courant ce qui tue tous les Daleks vivants. L'un des derniers Daleks supplie le Docteur de les sauver, mais celui-ci dit qu'il n'y peut rien.
De retour au camp, les Thals, devenus la dernière race vivante sur Skaro, demandent au Docteur de rester. Celui-ci refuse mais explique qu'il reviendra peut-être voir leurs petits-enfants. Alors qu'ils se lancent en voyage dans le TARDIS, le Docteur et ses compagnons sont en proie à un choc qui les fait tous s'écrouler.

## Continuité
- La partie The Dead Planet comporte toute une séquence sur la nourriture à bord du TARDIS. Devant les remontrances de Ian ayant peur de mourir de faim, le Docteur lui montre une machine synthétisant la nourriture et permettant de donner à une simple barre le goût de n'importe quel plat (ici, les œufs au bacon).
- Dans le premier serial, les personnages étaient en conflit constant, la deuxième partie montre pour la première fois le Docteur et ses compagnons élaborant un plan ensemble.
- Si les histoires d'amour entre les compagnons étaient explicitement prohibées à l'époque, elles n'étaient pas impossibles entre un compagnon et un personnage secondaire. Ainsi, une sorte de petite romance s'engage entre Barbara et l'un des Thals, Ganatus, et le premier baiser ébauché dans la série peut être vu à la fin de la dernière partie lors des adieux.

### Les Daleks
- Même s'ils ne sont présentés que dans l'épisode suivant, le premier Dalek apparu à l'écran est celui qui menace Barbara à la fin de The Dead Planet.
- Selon Terry Nation, le mot Dalek aurait été inventé en voyant le deuxième volume d'une encyclopédie, qui allait de DAL à LEK.
- On trouve dès la partie trois la confirmation que les Daleks ne sont pas des êtres de métal mais bel et bien des créatures vivant dans des armures.
- Par contre, beaucoup des faits sur les Daleks présentés dans cet épisode seront modifiés ou réécrits par la suite. Ainsi, il est expliqué que les Daleks doivent avoir de l'électricité statique sous eux afin de pouvoir se déplacer, ce qui les empêche de pouvoir atteindre la forêt. Néanmoins, dans « The Dalek Invasion of Earth » l'épisode suivant où ils apparaissent, cette infirmité n'existe plus tout comme le fait qu'ils soient obligés de vivre au milieu des radiations. De même le Docteur et ses compagnons pensent avoir tué les Daleks en sabotant leur source de courant électrique, à l'époque vitale pour eux, ce qui lui fait conclure qu'ils se trouvent à une époque située avant leur extermination sur Skaro. Du reste, les Daleks vont beaucoup évoluer au fil des saisons et des séries ce qui est amusant pour une espèce disant qu'elle refuse l'évolution et qu'elle a atteint sa forme parfaite (comme dit dans l'épisode « DGM : Dalek génétiquement modifié »)
- La fameuse catchphrase des Daleks « Exterminate! » (« Exterminer ! ») est utilisée dans la partie The Ambush lorsque le Docteur et ses compagnons s'enfuient via un ascenseur. Un Dalek monte alors sur un ascenseur et ordonne que le Docteur et ses compagnons soient exterminés : « We don't attempt to capture them, they have to be exterminated! You understand, exterminated! » (« Nous n'allons pas les capturer, ils doivent être exterminés ! Vous avez compris, exterminés ! »)

## Production

### Écriture
Alors que la production de Doctor Who n'avait pas encore commencé, Anthony Coburn devait scénariser une autre histoire. Mais son renvoi en juillet 1963 laisse son script intitulé Les Robots non-fini, alors qu'au même moment une décision interne prévoyait d'étendre cette histoire à 6 parties au lieu de 4.
David Whitaker engagea le scénariste de comédie Terry Nation pour écrire une série de 6 épisodes après avoir vu son travail sur la série de science-fiction Out of This World (avec Boris Karloff). Écrite sous le titre de The Mutants, ce script, fini dès le 31 juillet 1963, devait être le 4e serial de la saison et suivre l'épisode Marco Polo.
La première version du script de Terry Nation était sensiblement différente : 
- on y voyait un twist final où Thals et Daleks apprenaient que la guerre millénaire avait été provoquée par des extra-terrestres, faisaient la paix et reconstruisaient leur planète ;
- une grande pluie devait intervenir sur Skaro permettant aux Daleks d'envahir le territoire des Thals ;
- les dangers initiaux que Ian et les Thals devaient rencontrer dans la montagne devaient inclure des gaz mortels et des araignées géantes ;
- Susan et le Docteur devaient être emmenés dans une « chambre sonique » pour y être exécutés ;
- les Daleks étaient bien moins belliqueux et ne tuaient les Thals que par peur d'une nouvelle guerre.

Au mois d'août, le script est étendu à 7 parties.

### Préproduction
À la suite des décalages dus au montage du premier épisode et à l'impossibilité d'adapter une histoire, cet épisode censé être le 4e de la saison se retrouva deuxième sur la liste.
La production avait approché pour faire le design des Daleks un assistant du nom de Ridley Scott. En butte à des problèmes d'emploi du temps, Scott déclina l'offre et fut remplacé par Raymond Cusick.
Cusick fit le design des Daleks de sorte qu'ils ne ressemblent pas à un homme dans un costume et prévoit des bras à deux hauteurs différentes : l'une permettant de tirer, l'autre d'attraper. À l'origine, les accessoiristes devaient être capable de placer un tricycle à l'intérieur afin de déplacer le Dalek mais l'étroitesse de l'armure ne le permettait pas. Cusick voulait aussi que les bras puissent tourner autour de l'armure mais cela ne put se faire.
L'idée fut pourtant reprise plus tard dans la série, et on peut notamment voir le Dalek présent dans l'épisode Dalek de la seconde série faire tourner ses "bras" autour de son armure.

### Tournage
L'épisode The Dead Planet fut tourné le 28 octobre 1963 et dut être refait deux fois en raison de quelques problèmes techniques, la première version ayant mal enregistré la voix des acteurs. Quelques changements furent refaits en urgence et afin d'être en accord avec le début de The Survivors. La scène où Barbara est menacée par un Dalek fut retournée et remontée à la fin de l'épisode. Les noms des Thals sonnant de façon trop germanique (Stohl, Vahn, Kurt, Jahl, Ven et Zhor) ils sont changés en nom plus grecs (Temmosus, Alydon, Ganatus, Kristas, Antodus et Elyon)
Le tournage de la partie The Survivors eut lieu le 22 novembre 1963, quelques minutes après que toute l'équipe apprenne l'assassinat de John Fitzgerald Kennedy.

### Titres alternatifs
Tout comme An Unearthly Child et les épisodes des deux saisons suivantes, on trouve certaines confusions sur le titre général du serial.
Durant la production de l'intégralité de l'histoire, les titres de travaux furent The Survivors ("Les Survivants") et Beyond the Sun ("Par delà le soleil") avant de finalement s'intituler The Mutants ("Les Mutants") Ce titre fut utilisé dans les papiers de la BBC pendant près d'une décennie. En 1972, un épisode de Doctor Who intitulé The Mutants fut produit  (et aussi réalisé par Christopher Barry).
Pour éviter la confusion, deux titres furent en discussion afin d'apporter une alternative. The Dead Planet fut utilisé comme titre général lors de L'anniversaire spécial 10 ans de Doctor Who sur Radio Times. Ce titre fut utilisé pour les guides d'épisodes et les magazines jusqu'en 1980. Il fut remplacé par The Daleks, un titre dérivant des novélisations et des adaptations filmiques. Il devint finalement canonique lorsque le script initial fut publié par les éditions Titan Books en 1989, ainsi que dans les éditions VHS et DVD. Pourtant, on peut parfois trouver certains guides se référant à l'épisode sous le titre de The Mutants.

## Diffusion et réception
| Épisode | Date de diffusion | Durée | Téléspectateurs en millions | Archives                            |
| --- | ----------------- | ----- | --------------------------- | ----------------------------------- |
| The Dead Planet, original version | Non diffusé       | -     | n/a                         | Subsistent Quelques extraits vidéos |
| The Dead Planet (version remontée) | 21 décembre 1963  | 24:22 | 6,9                         | Film 16 mm                          |
| The Survivors | 28 décembre 1963  | 24:27 | 6,4                         | Film 16 mm                          |
| The Escape | 4 janvier 1964    | 25:10 | 8,9                         | Film 16 mm                          |
| The Ambush | 11 janvier 1964   | 24:37 | 9,9                         | Film 16 mm                          |
| The Expedition | 18 janvier 1964   | 24:31 | 9,9                         | Film 16 mm                          |
| The Ordeal | 25 janvier 1964   | 26:14 | 10,4                        | Film 16 mm                          |
| The Rescue | 1er février 1964  | 22:24 | 10,4                        | Film 16 mm                          |
| Diffusé en sept parties à raison d'un épisode par semaine entre le 21 décembre 1963 et le 1er février 1964, ce serial atteindra les 10 millions de téléspectateurs permettant à la série Doctor Who de s'offrir une assise confortable. |                   |       |                             |                                     |

Malgré le succès, Sydney Newman fut assez désappointé par les Daleks qui représentaient le monstre typique qu'il refusait pour la série. Un des dirigeants de la BBC, Donald Baverstock, estime que cela éloigne le spectateur de la rencontre avec les cultures que la série devait être.
Pourtant la BBC est obligée d'admettre que cet épisode a dopé la série et que les audiences ont doublé en à peine deux semaines. Les Daleks deviennent immédiatement populaires, et Terry Nation croulera sous les lettres des jeunes fans. Cela le poussera à les ressusciter dans la saison 2 avec l'épisode The Dalek Invasion of Earth. Newman, quant à lui, estimera qu'il a mal jugé les Daleks et cette expérience lui permettra de renouveler sa confiance en Verity Lambert.
Même s'il s'agit d'un des serials de Doctor Who les plus célèbres des années 1960, cet épisode fut l'un de ceux qui furent sélectionnés pour être effacés en 1970 (la BBC souhaitait faire des économies en effaçant leurs anciens programmes pour enregistrer par-dessus). Ce fut Ian Levine qui vint en 1978 dans les locaux de la BBC quelques heures avant la destruction de ces copies et plaida pour qu'elles restent.
L'épisode fut rediffusé en 1999 pour une nuit spécial Doctor Who présenté par Tom Baker sur BBC2 avec une partie de The Rescue en moins. En mémoire du travail de Verity Lambert, cet épisode fut rediffusé en 3 parties du 5 au 9 avril 2008.

### Critiques modernes
Christopher Bahn du site The A.V. Club écrit que l'épisode possède une « base solide, pleine d'action et des personnages secondaires parfois subtils, mais il commence à s'effondrer aux alentours de la cinquième partie, avec une longue marche dans les marais et les cavernes qui repoussent assez loin l'intérêt de l'épisode ». Le critique de Radio Times Patrick Mulkern loue la force du script de Terry Nation, spécialement les trois premiers cliffhangers, mais il trouve néanmoins que « l'urgence et la claustrophobie s'évanouissent aux alentours de la fin » avec une bataille finale « déconcertante de facilité ». Pour John Sinnott de DVD Talk, en dehors du fait que « certains moments traînent un peu », le script est bien plus caractérisé par la tension que An Unearthly Child et permet aux personnages de se développer. Il trouve que les Daleks sont bien plus effrayants que ce qu'ils deviendront plus tard. En 2010, Charlie Jane Anders du site io9 listera la première partie de cet épisode comme l'un des plus grands cliffhangers de la série.

## Adaptations

### Adaptation cinématographique
The Daleks est adapté dans un film en 1965 sur un scénario de Milton Subotsky et David Whitaker et une réalisation de Gordon Flemyng sous le nom Dr. Who et les Daleks (Dr Who and the Daleks) avec Peter Cushing dans le rôle du Docteur, Roberta Tovey dans le rôle de Susan, Roy Castle dans celui de Ian Chesterton et Jennie Linden dans celui de Barbara.

### Novélisation
Très populaire, il s'agit du premier épisode de Doctor Who à être adapté en roman. En effet dès le mois de février 1964, un éditeur approche la BBC pour une novélisation. C'est David Whitaker qui se charge de cette tâche et l'histoire est publiée en 1965 chez Armada Books, puis en 1973 chez Target Books sous le titre Doctor Who and the Daleks retitré en 1992 Doctor Who : The Daleks. Il connut une édition aux États-Unis en 1967 chez Avon Books Edition afin de coïncider avec la sortie du film Dr. Who et les Daleks sur le territoire américain.
Le roman est traduit en néerlandais en 1966 sous le titre Doctor Who en de Daleks, en turc en avril 1975 sous Doktor Kim ve Dalekler, en japonais le 15 juillet 1980 dans la collection nommée Dokutaa Huu Shiriizu sous le nom Jikuu Daikettou! (littéralement « La bataille sanglante dans l'espace-temps ») dans une version portugaise en 1983 sous le titre Doutor Who e os Daleks et dans une version allemande en juillet 1989 : Doctor Who und die Invasion der Daleks.
Cette novélisation est traduite en 1987 par les éditions Garancière dans la collection Igor et Grichka Bogdanoff présentent Doctor Who sous le titre Les Daleks et porte le numéro trois de la collection. Alors que cette novélisation réécrit l'arrivée de Ian et Barbara au sein du TARDIS du point de vue de Ian à la première personne, une réécriture semble avoir été faite par le traducteur Gilles Bergal pour le réinsérer au sein d'une édition des aventures du Docteur.

## Éditions VHS et DVD
L'épisode n'a jamais été édité en français, mais a connu plusieurs éditions au Royaume-Uni :
- Deux sorties eurent lieu en VHS, la première en 1989, puis une remastérisée en 2000 en Angleterre et en Australie ;
- L'épisode fut remastérisé une seconde fois et sortit en DVD en janvier 2006 avec les épisodes An Unearthly Child et The Edge of Destruction dans un coffret intitulé Doctor Who : The Beginning[10].